# Étoile-Saint-Cyrice
Étoile-Saint-Cyrice – miejscowość i gmina we Francji, w regionie Prowansja-Alpy-Lazurowe Wybrzeże, w departamencie Alpy Wysokie.

## Demografia
Według danych na rok 1990 gminę zamieszkiwało 28 osób, a gęstość zaludnienia wynosiła 2 osoby/km². W styczniu 2015 r. Étoile-Saint-Cyrice zamieszkiwało 36 osób, przy gęstości zaludnienia wynoszącej 2,5 osób/km².